# ستيف بريان
ستيف بريان (بالإنجليزية: Steve Bryan)‏ مواليد 10 أغسطس 1970 في تكساس، هو لاعب كرة مضرب أمريكي سابق بدأ مسيرته كمحترف سنة 1990 وكان يلعب باليد اليمنى. أعلى تصنيف له في الفردي كان المركز الـ 80 في سنة 1994. أعلى تصنيف له في الزوجي كان المركز الـ 307 في سنة 1991.

## النهائيات

### الفردي: (2)
| الرقم | السنة | الدورة                        | الأرضية | المنافس في النهائي | النتيجة في النهائي |
| ----- | ----- | ----------------------------- | ------- | ------------------ | ------------------ |
| 1.    | 1994  | إنديان ويلز، الولايات المتحدة | صلبة    | أوليفييه ديلتر     | 6–3 انسحب          |
| 2.    | 1996  | ليكسينغتون، الولايات المتحدة  | صلبة    | نيكولا برونو       | 6–2, 6–4           |

## روابط خارجية
- ستيف بريان على موقع رابطة محترفي التنس (الإنجليزية)
- ستيف بريان على موقع الاتحاد الدولي لكرة المضرب (الإنجليزية)
- ستيف بريان على موقع خلاصة التنس.كوم (الإنجليزية)